# Sur (periódico)
Sur es un periódico español de carácter regional publicado en Málaga. Fundado  en 1937, durante la Guerra Civil, posteriormente formó parte de la  Cadena de Prensa del Movimiento. En la actualidad es editado por la empresa «Prensa Malagueña», parte del grupo Vocento. Su ámbito de distribución alcanza a toda la provincia de Málaga, la comarca del Campo de Gibraltar —ya en la provincia de Cádiz—, y las ciudades de Ceuta, Melilla, Tetuán y El Aaiún.[cita requerida]
Sur constituye uno de los principales periódicos de Andalucía en difusión y número de lectores[cita requerida]. Además de la edición impresa diaria, dispone de edición digital.

## Historia

### Período de Guerra Civil, franquismo
Fue fundado el 10 de febrero de 1937, tras la incautación del diario El Popular; de hecho, la nueva publicación utilizaría el material utilizado por el antiguo diario republicano. La fundación del nuevo periódico se produjo en el contexto de la conquista de Málaga por el Ejército nacional. Inicialmente se denominó Arriba, pero en pocos días se cambió su denominación y adoptó el título Sur al tomarse el primero para un diario a nivel nacional. 
Controlado por FET y de las JONS, posteriormente el diario pasó a formar parte de la Cadena de Prensa del Movimiento, junto al vespertino La Tarde. Durante los primeros años del gobierno franquista, el Sur estuvo sujeto a un control informativo de las autoridades y presentó una línea editorial acorde con la situación socioeconómica del momento. Con posterioridad el periódico, a diferencia de otras cabeceras de prensa del Movimiento, tuvo una economía saneada y durante la década de 1960 llegó a tener una tirada diaria de 20 000 ejemplares. El Sur, junto a La Tarde, mantuvo el monopolio informativo en la provincia de Málaga hasta 1967. Ese año apareció el diario Sol de España, publicación de carácter independiente que durante algún tiempo llegó incluso a hacerle competencia a Sur.
Durante el periodo franquista por la dirección del diario pasaron, entre otros, Sebastián Souvirón y Francisco Sanz Cagigas.

### Etapa de transición
Tras el final de la dictadura, Sur pasó a integrarse en el organismo autónomo «Medios de Comunicación Social del Estado» (MCSE). En febrero de 1984 el Estado sacó el diario a subasta pública y este acabó siendo adquirido por los propios trabajadores del periódico, que —conjuntamente, junto con más de mil quinientos pequeños accionistas malagueños— formaron una cooperativa denominada Prensa Malagueña. La adquisición de Sur por sus trabajadores se realizó por la suma de 526,8 millones de pesetas. Ello significó que fuera el único medio de comunicación del organismo estatal en ser adquirido por sus trabajadores.
En la década de 1980, bajo la dirección de Joaquín Marín, Sur se reafirmó en el mercado periodístico malagueño y llegaría a alcanzar unos beneficios de trescientos millones de pesetas para 1987. Para 1985 tenía difusión media de 28.115 ejemplares, lo que lo convertía en uno de los principales periódicos de Andalucía. Esta positiva coyuntura económica le llevó a extender su presencia a zonas como Melilla y a afianzar su edición de Campo de Gibraltar, e incluso, a editar el diario Granada 2000 para la capital granadina. En estos años también hubo de hacer frente a la aparición de nuevas cabeceras en la provincia, como el Diario Málaga-Costa del Sol.
Entre enero de 1995 y febrero de 2012 el diario "Sur" estuvo dirigido por José Antonio Frías Ruiz. Es un periodo de modernización del medio, en el que alcanza sus mayores cotas de difusión. En 2009 alcanza el máximo de 201.000 lectores diarios."

### Periodo reciente
En 1990 fue adquirido por el Grupo de comunicación «Correo» (hoy Grupo Vocento), constituyendo la cabecera de un grupo multimedia local que comprende en internet: "diariosur.es", "SUR in English" (edición en lengua inglesa), "SUR Deutsche Ausgabe" (edición en lengua alemana) y más recientemente "SUR на русскомn" (edición en lengua rusa); también se publica "Costa del Golf", un periódico mensual dedicado a la información del mundo del golf que se distribuye en los campos de golf de España. En 2002 diario Sur puso en funcionamiento su propio canal de televisión, "Canal Málaga", bajo la dirección de Manuel Alejandro Castillo, a quien en febrero de 2012 se le nombra director también del periódico.
Para el periodo 2004-2005 el periódico tuvo una difusión media de 37.263 ejemplares. En 2009 la segunda oleada del Estudio general de medios (EGM) colocó al diario Sur como el primer periódico de Andalucía, con una audiencia 201.000 lectores —por delante de diarios como Ideal de Granada o ABC de Sevilla—. La segunda oleada del EGM de 2017 le otorgaba una audiencia 136.000 lectores diarios.

## Ediciones
El periódico mantiene una edición especial y diaria dedicada a Marbella. 
Desde 1984, cuenta con una edición impresa en inglés denominada "SUR in English". La versión digital fue lanzada en 1996 .
- vesiones digitales:
  - En español: diariosur.es (www.diariosur.es)
  - En inglés: SUR in English. (www.surinenglish.com)
  - En alemán: SUR Deutsche Ausgabe. (www.surdeutsch.com)